# Дорман, Карел
Карел Виллем Фредерик Мари Дорман (нидерл. Karel Willem Frederik Marie Doorman; 23 апреля 1889, Утрехт — 28 февраля 1942, Яванское море) — нидерландский контр-адмирал. На флоте с 1910 года.

## Биография
Карел Дорман родился в Утрехте, в офицерской католической семье.

### Начало службы на флоте
В 1906 г. Карел и его брат Лу Дорман были произведены в адельборсты. Реальная служба на флоте началась в 1910 году, когда Карел Дорман был произведён в первый офицерский чин. В 1911 г. Карел Дорман был направлен в Голландскую Ост-Индию на крейсере «Тромп». В период с января 1912 по декабрь 1913 гг. Дорман занимался картографированием побережья Новой Гвинеи на гидрографических судах «Ван Дорн» и «Ломбок». В начале 1914 года он вернулся в Нидерланды на борту военного корабля «Де Рюйтер» (De Ruyter). В марте 1914 года Дорман подал прошение о переводе в ВВС (Luchtvaartafdeeling). В апреле 1914 года он был направлен на борту броненосца «Ноорд Брабант» в Албанию, с целью доставки на родину останков майора Лодвика Томсона (Lodewijk Thomson).
Некоторое время Дорман оттачивал лётное мастерство на самолёте «F-22» (Фарман). После окончания Первой мировой войны Дорман участвовал в реконструкции ВМФ Нидерландов. В 1937 года — командующий военно-морской авиацией в Голландской Ост-Индии. С 1940 года — командующий Ост-Индским флотом Нидерландов.

### Вторая мировая война. Гибель
16 мая 1940 года Дорман получил звание контр-адмирала. С 3 февраля 1942 года командовал ударным соединением флота ABDA — союзной эскадрой американских, британских, голландских и австралийских сил в Юго-Восточной Азии. Погиб 28 февраля 1942 года во время первого сражения в Яванском море, когда он командовал флагманским лёгким крейсером «Де Рюйтер». После атаки японского тяжелого крейсера «Хагуро», часть экипажа крейсера спаслась, однако Дорман, следуя старой морской традиции, остался на тонущем корабле. Своим последним приказом адмирал Дорман запретил подбирать экипажи «Де Рюйтера» и «Явы», дабы не подвергать опасности остатки своей эскадры. Также ему приписывают команду «Ik val aan, volg mij» (Я атакую, следуйте за мной), произнесённую в начале боя.
После войны его именем были названы несколько кораблей голландского флота.
Вместе со смертью Доормана в Ост-Индии рухнула колониальная империя Нидерландов.
«Голландские крейсера Второй мировой войны» А. Донец «Пьедестал» 2000 г.

- Памятник Карелу Дорману в Роттердаме
- Карел Дорман в 1935 году